# Astragalus flavus
Astragalus flavus är en ärtväxtart som beskrevs av John Torrey och Asa Gray. Astragalus flavus ingår i släktet vedlar, och familjen ärtväxter.

## Underarter
Arten delas in i följande underarter:
- A. f. argillosus
- A. f. candicans
- A. f. flavus